# 사회과
사회과(社會科, social studies)는 사회생활에 관한 기초적인 지식을 익혀 이를 활용할 수 있게 하고, 민주 국가 국민으로서의 자각과 올바른 판단능력을 가지게 하여, 사회와 국가의 발전에 기여할 수 있는 국민적 자질을 기르게 하는 과목이다.
1. 공동생활 및 경제생활의 기초적 원리를 이해시키고, 민주생활의 특징을 파악하게 한다.
2. 인간과 환경과의 관계를 이해시키고, 여러 지역의 생활특색을 파악하게 하며, 국제 협력의 필요성을 깨닫게 한다.
3. 우리민족의 발전과정을 파악시키고, 민족문화의 특징을 이해하게 한다.
4. 사회적 사실과 현상에 대한 자료를 수집, 활용하여 문제를 합리적으로 해결하고, 집단 생활에 참여하는 능력을 기르게 한다.
5. 민주생활을 습관화하고, 국토와 민족에 대한 애정을 가지게 하며, 국가발전과 인류 행복증진에 이바지하려는 태도를 기르게 한다.